# 法教
法教（ほうきょう、生没年不詳）は、奈良時代の僧。私度沙弥。

## 経歴
天応元年（781年）12月に伊勢国・美濃国・尾張国・志摩国の人々を率いて多度神宮寺の法堂・僧房・大衆浴場を建立したという。